# Fumitaka Kitatani
Fumitaka Kitatani (北谷 史孝 Kitatani Fumitaka?, Izumisano, Osaka, 18 de agosto de 1995) es un exfutbolista japonés que jugaba como defensa.

## Clubes
| Club                      | País  | Año       |
| ------------------------- | ----- | --------- |
| Yokohama F. Marinos       | Japón | 2014-2015 |
| J. League sub-22 (cedido) | Japón | 2014-2015 |
| Renofa Yamaguchi F. C.    | Japón | 2016      |
| V-Varen Nagasaki          | Japón | 2017-2018 |
| FC Gifu (cedido)          | Japón | 2018      |
| FC Gifu                   | Japón | 2019-2020 |
| Ventforet Kofu            | Japón | 2021-2022 |

## Palmarés

### Títulos nacionales
| Título             | Club           | País  | Año  |
| ------------------ | -------------- | ----- | ---- |
| Copa del Emperador | Ventforet Kofu | Japón | 2022 |